# Vestnik
Vestnik - Вестник (rus) - és un khútor del krai de Krasnodar, a Rússia. Es troba a la vora esquerra del riu Kuban. És a 26 km al nord d'Anapa i a 120 km a l'oest de Krasnodar.
Pertany al poble de Iurovka.